# Schiscetta

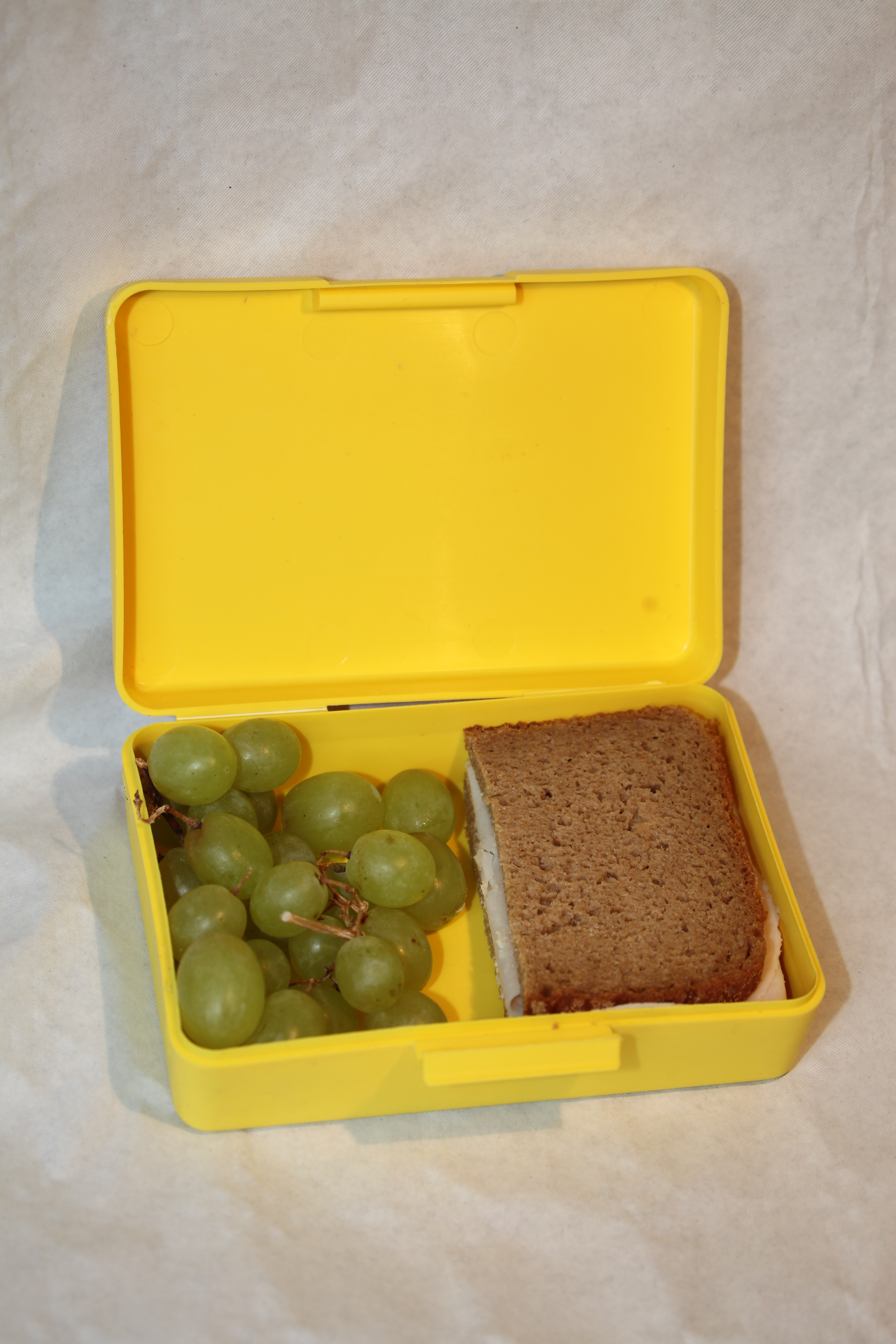
Una schiscetta riempita con uva e un sandwich

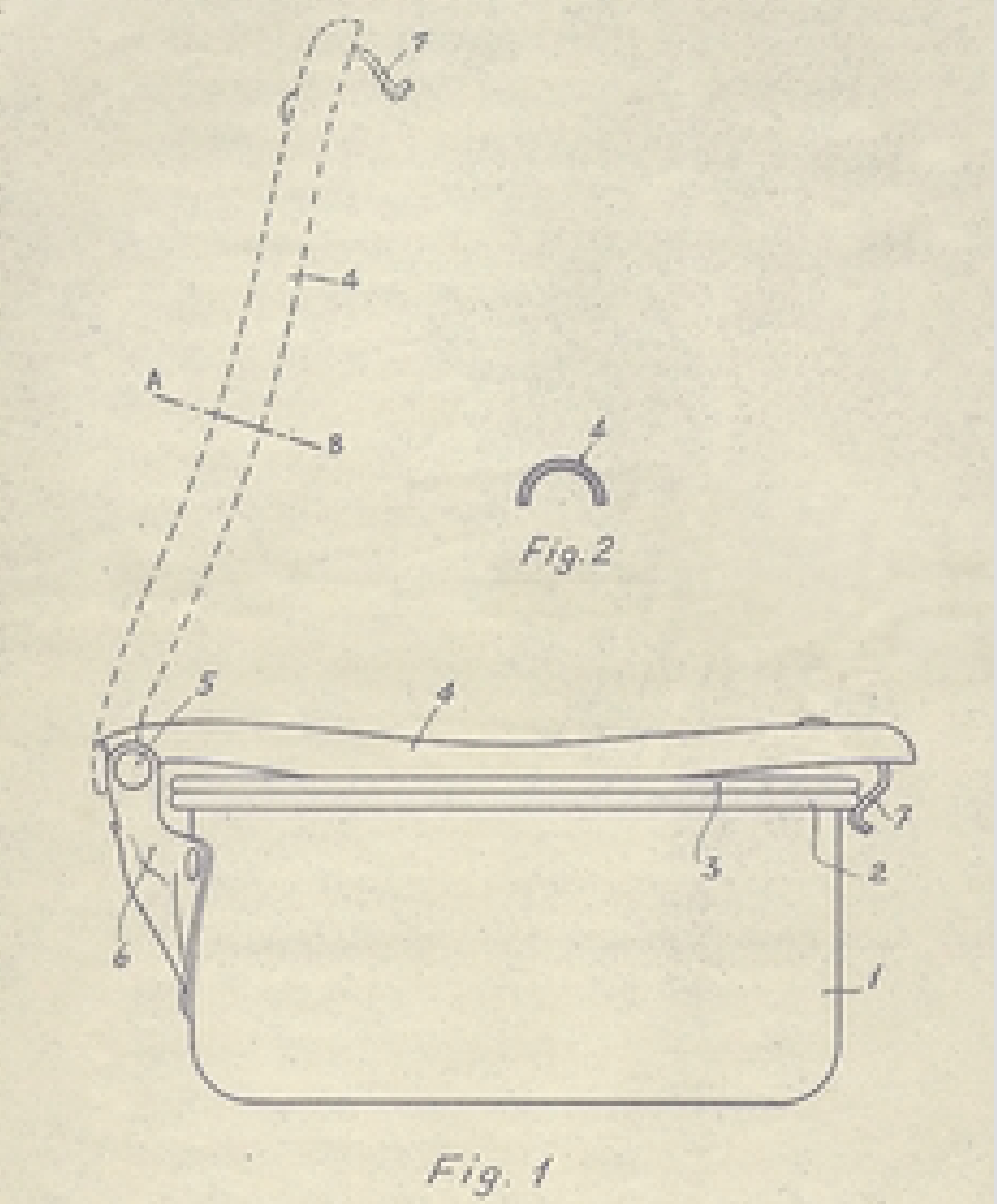
Disegno tecnico allegato al brevetto del modello "La 2000"

La parola schiscetta è un termine di italiano regionale, riferito originariamente al contenitore per il trasporto e il consumo di vivande (gavetta o "marmitta" o "portavivande"), usato tipicamente da operai e studenti. Il termine è tuttora utilizzato nel linguaggio comune in Lombardia e in Liguria, mentre al di fuori di queste regioni può avere altri nomi (per esempio in Piemonte il portavivande è invece conosciuto come barachin, in Veneto è la gavetta o "gamella"). Per estensione, il termine indica cibo portato da casa per essere consumato nella pausa dal lavoro: "portare la schiscetta" può significare portare un frutto, un panino, uno yogurt, cibo da riscaldare, o simili. 

## Origini
Schiscetta deriva da schiscià ("schiacciare" in milanese) perché il cibo veniva schiacciato nel contenitore.
La schiscetta è stata prodotta in moltissime versioni: la più nota e la prima ad essere studiata specificatamente per operai e studenti, caratterizzata dalla chiusura ermetica, è "la 2000", progettata da Renato Caimi e prodotta industrialmente a partire dal 1952 in società con il fratello Mario dalla Pentolux di Nova Milanese ed in seguito dalla Caimi Brevetti.
L'idea di dotare la schiscetta di una chiusura ermetica nacque su un tram che collegava Nova Milanese e Milano: a seguito di una brusca frenata una gavetta appoggiata sulla cappelliera si rovesciò spargendo il suo contenuto sul cappello di un distinto signore e Renato Caimi ebbe l'intuizione che dotando la gavetta di una chiusura ermetica bloccata meccanicamente il contenuto sarebbe stato preservato e che, di conseguenza, il trasporto sarebbe stato più sicuro. Nacque così "la 2000".
A Milano e in Lombardia è considerata un'icona del boom economico a tal punto che il modello "La 2000" è esposta permanentemente al museo del design della Triennale presso la Villa Reale di Monza, è stata celebrata da Assolombarda nel gennaio del 2018 e il brevetto originale è stato esposto a Roma presso l'Ara Pacis.
Il 15 luglio 2021 la delegazione di Museimpresa in visita al Quirinale in occasione del ventennale dell'associazione ha donato al Presidente della Repubblica Sergio Mattarella una schiscetta "La 2000" originale del 1952 come "simbolo del lavoro, dell’impegno di uomini e di donne nella rinascita post bellica, oggetto della memoria che, scandendo un momento della giornata, quello dedicato al pasto in fabbrica, racconta quel fare impresa che fin da allora è innovazione, creatività e inclusione sociale".

## Ricette
Sono stati scritti libri di ricette e molti chef si sono ispirati alla schiscetta per creare ricette concepite per resistere alcune ore in un contenitore, essere trasportate, eventualmente riscaldate e solitamente consumate nel contenitore stesso.